# Andrea del Sarto
Andrea del Sarto, vlastním jménem Andrea d'Agnolo (16. července 1486, Florencie – 29. září 1530, Florencie) byl jedním z předních italských malířů vrcholné renesance a raného manýrismu. Maloval především díla s náboženskou tematikou, ale i portréty.

## Život a dílo

### Mládí a učení
Podrobnosti o mládí a učednických letech del Sarta zaznamenal Giorgio Vasari ve svých Životech nejvýznačnějších malířů, sochařů a architektů. Andrea del Sarto se narodil a vyrůstal ve Florencii; jeho otec Agnolo di Francesco se živil jako krejčí (italsky sarto), odtud ono označení „del Sarto“ (syn krejčího). Jako sedmiletý byl poslán do učení ke zlatníkovi, ale pro svůj výrazný talent pro kresbu přešel k malíři Gian Barili a později k Pieru di Cosimo. Během učednických let si Andrea cvičil své malířské dovednosti např. při kopírování kartonů Bitva u Anghiari od Leonarda da Vinci a Bitva u Casciny od Michelangela. V prosinci 1508 vstoupil do florentského cechu lékařů a lékárníků, kam patřili i malíři, a společně s malířem Franciabigiem (Francesco di Cristofano, 1482–1525), se kterým se spřátelil, založil vlastní dílnu na Piazza del Grano; později přesídlili ke klášteru SS. Annunziata.

### Rané a vrcholné dílo

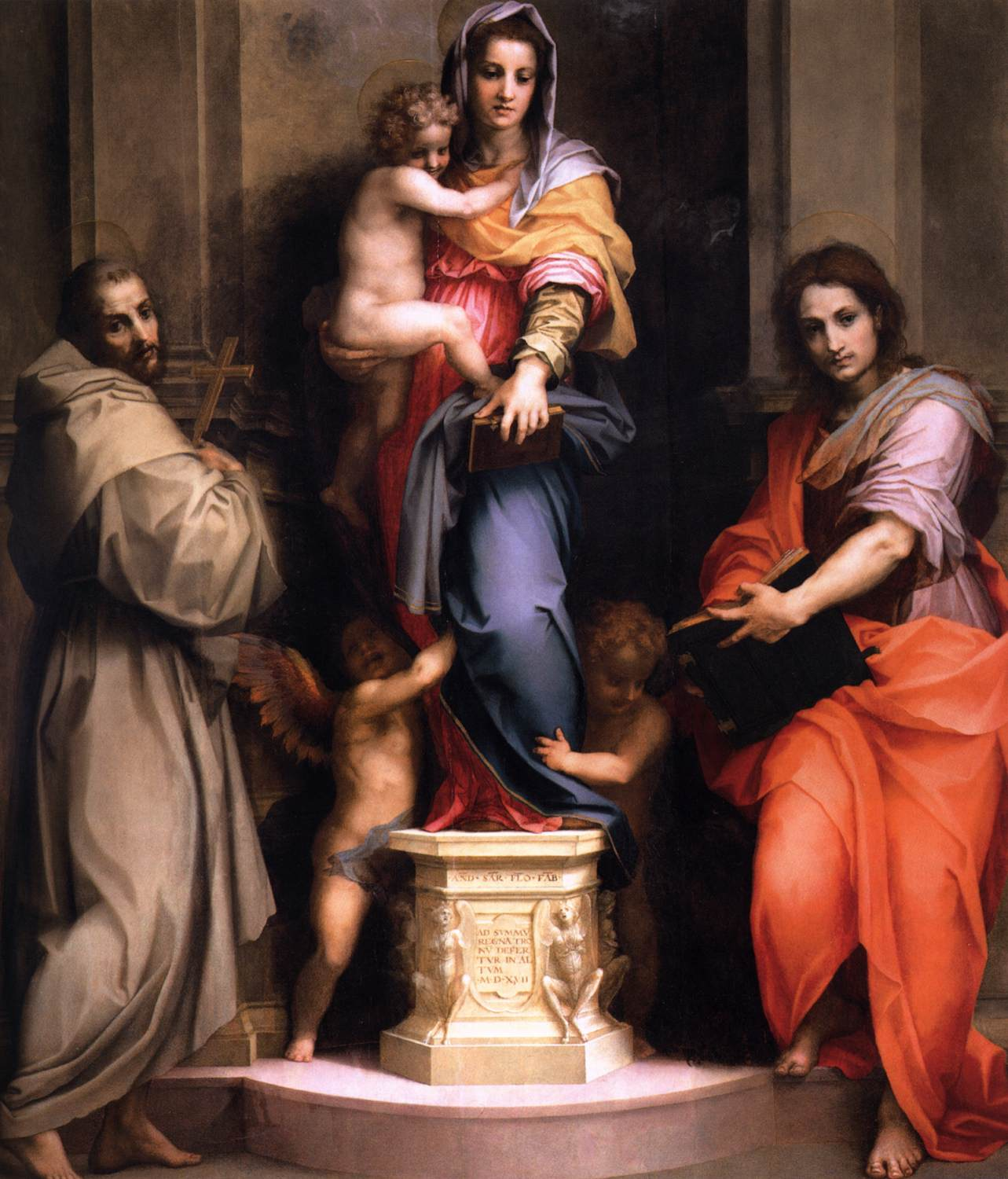
Madona s harpyjemi, 1517

První významnou zakázku obdržel Andrea del Sarto od Compagnia dello Scalzo (bratrstvo Bosého) při klášteře Scalzo ve Florencii. Sarto měl vytvořit cyklus 12 monochromních fresek zobrazující náměty ze života sv. Jana Křtitele. Na cyklu pracoval s přestávkami několik let, začal patrně 1507–1508 a pokračoval v letech 1515–1526. Další cyklus fresek zhotovil pro klášter servitů v klášteře SS. Annunziata – šlo o pět výjevů ze života sv. Filipa Benizziho (1509–1510). Později v témže klášteře namaloval fresky Klanění tří králů (1511) a Narození Panny Marie (1513–1514).
V roce 1511 obdržel del Sarto další významnou zakázku na freskovou výzdobu refektáře v klášteře vallombroských mnichů San Salvi. V medailonech na klenbě zobrazil postavy čtyř řádových světců a Nejsvětější Trojici. Rozsáhlá scéna Poslední večeře, která pokrývá celou jednu stěnu refektáře, však vznikla až v letech 1526–1527. Kolem r. 1511 pravděpodobně navštívil del Sarto Řím, ačkoli tato jeho cesta není doložena. Nasvědčovala by tomu však změna jeho malířského stylu – vyšší míra monumentálnosti, určité vyzrálosti a posun k manýrismu, což se projevilo i na koloritu jeho maleb. R. 1515 spolupracoval Andrea s Jacopem Sansovinem a dalšími umělci při práci na dekoracích a dočasné fasádě pro florentskou katedrálu u příležitosti slavnostního vjezdu papeže Lva X. do města. V následujících letech zhotovil několik oltářních obrazů, znázorňujících nejčastěji madonu s dítětem, Svatou rodinu či světce; nejslavnější z nich jsou Madona s harpyjemi (1517) a Disputace o Nejsvětější Trojici (1518).

### Cesta do Francie

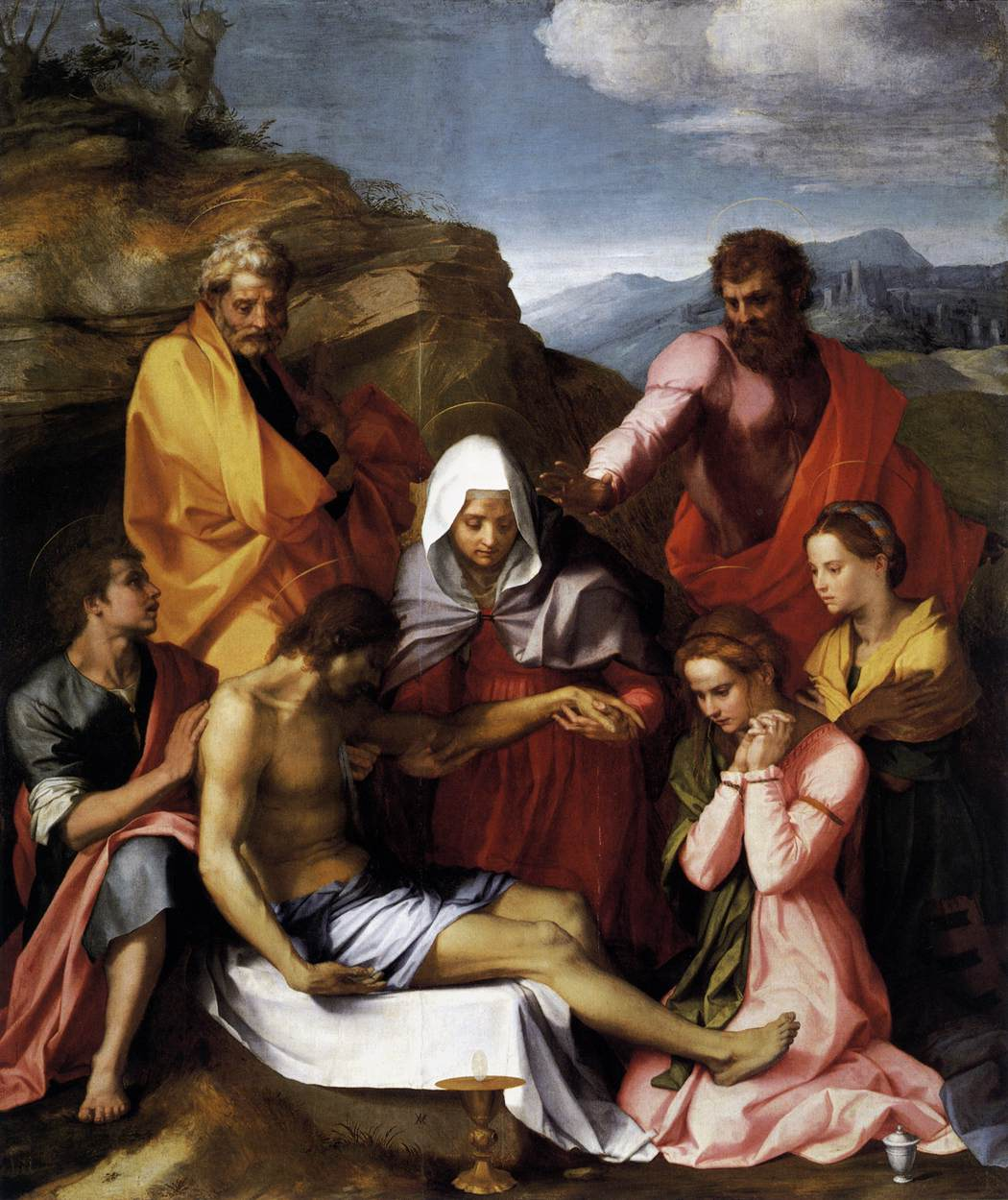
Oplakávání Krista, 1524

Kolem r. 1517 se Andrea del Sarto oženil s Lucrezií del Fede a v r. 1518 obdržel pozvání od francouzského krále Františka I., kterému se Andreovy práce zalíbily. Andrea odjel do Francie, kde až do r. 1519 působí jako dvorní malíř. Během jeho francouzského pobytu vzniklo několik prací, např. Charitas (1518, Louvre).

### Návrat do Florencie
V r. 1519 pod záminkou návštěvy své ženy, příbuzných a přátel odjel do Florencie. Tam zůstal, ačkoli před odjezdem francouzskému králi slíbil, že se k jeho dvoru po uskutečněné návštěvě zase vrátí. Za peníze, které od Františka I. dostal jako zálohu na svá další díla, si ve Florencii postavil dům. Vasari ve svých Životech píše, že del Sarto tak učinil na nátlak své manželky a že se chtěl do Francie vrátit; avšak podle toho, že zpronevěřené peníze uložil, zčásti utratil a ve Florencii přijal velké zakázky, lze soudit, že zpáteční cestu do Francie neplánoval.
Po návratu z Francie došlo k další změně v del Sartově malířském stylu: práce z tohoto období se vyznačují rafinovanými kompozicemi, elegantními pózami postav a osobitým kolorismem.
V letech 1519–1521 pracovali malíři Andrea del Sarto, Franciabigio, Andrea di Cosimo Feltrini a Pontormo na výzdobě sálů vily v Poggio a Caiano. Andrea zhotovil fresku představující Triumf Caesara. Rozsáhlý freskový cyklus nebyl vzhledem k úmrtí zadavatele práce papeže Lva X. r. 1521 v úplnosti realizován a dokončil jej až později Alessandro Allori (1578–1582). V letech 1522–1523 se del Sarto vrátil ke staré zakázce: freskovému cyklu v klášteře Scalzo. Když ve Florencii vypukla r. 1523 morová epidemie, odešel Andrea i s manželkou, nevlastní dcerou, švagrovou a pomocníkem do Mugella, kde vytvořil pro kamaldulské jeptišky z kláštera San Pietro a Luca obraz Oplakávání Krista (1524).

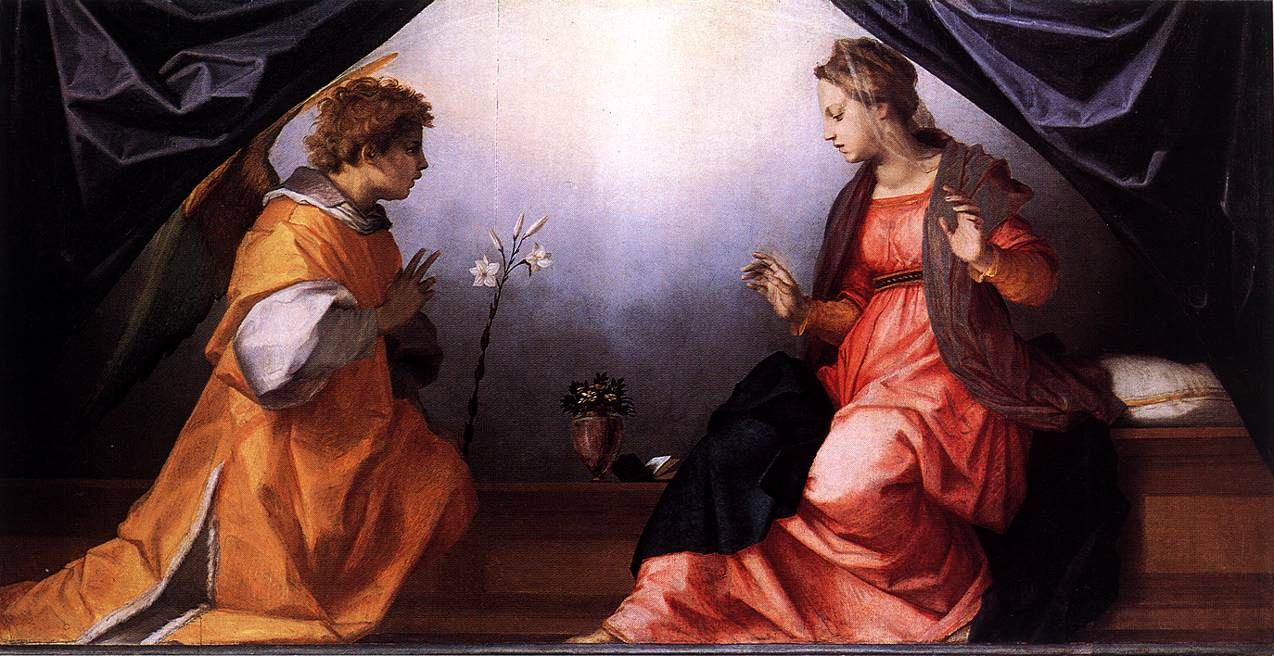
Zvěstování Panně Marii, kolem 1528

### Pozdní dílo a úmrtí
R. 1526 zhotovil Andrea fresku Poslední večeře v klášteře San Salvi. Jeho pozdní práce jsou charakteristické tendencemi k abstraktnějšímu a sochařštějšímu zpracování námětů; tlumenější barvy, které v tomto období užíval, inspirovaly toskánské umělce v období protireformace. V roce 1530 byla Florencie obléhána armádou císaře Karla V. Po skončení obléhání vypukla ve městě znovu morová epidemie, malíř však tentokrát ve svém rodišti zůstal. Dne 28. či 29. září 1530 čtyřiačtyřicetiletý Andrea del Sarto umírá, pravděpodobně na onemocnění morem. Je pohřben v kostele SS. Annunziata.

## Umělecké vlivy a malířská technika

### Umělecké vlivy
Del Sartova raná díla jsou silně ovlivněna nejen jeho učitelem Pierem di Cosimo, ale i třemi největšími představiteli italského malířství dané doby a del Sartovými současníky: Leonardem da Vinci, od něhož převzal techniku sfumata, Michelangelem a monumentalitou jeho figur a Raffaelem a obrazy madon z jeho florentského období, které del Sarta zaujaly znázorněním emocí a citovostí. V del Sartově raném tvůrčím období lze těžko odlišit jeho styl od stylu Franciabigia, neboť si byly velmi podobné: oba malíři byli ovlivněni Fra Bartolomeem a nadto pracovali určitou dobu společně.
Sám Andrea ovlivnil mnoho umělců, jeho současníci ho zbožnovali. Znatelný vliv měl na své žáky, jimiž mj. byli Jacopo da Pontormo, Rosso Fiorentino, Francesco Salviati a Giorgio Vasari. Koncem 16. stol. v období protireformace se k Sartovu dílu jako k inspiračnímu vzoru obraceli malíři Santi di Tito, Jacopo da Empoli či Federico Barocci.

### Pracovní metody a technika
Pro každou malbu si del Sarto vytvářel sérii přípravných kreseb; ze skic i podkreseb obrazů je patrné, že byl brilantním kreslířem. Ovládal skvěle kolorit, jeho způsob užívání barev byl svébytný a rafinovaný. Modely pro své obrazy si vybíral z bezprostředního okolí: byli jimi Andreovi přátelé a příbuzní, ale především jeho manželka – podle Vasariho zachytil Lucreziinu podobu nejen na portrétech, ale i na mnoha dalších obrazech a nejedna madona by měla nést její portrétní rysy (např. Madona s harpyjemi).

## Životopisci

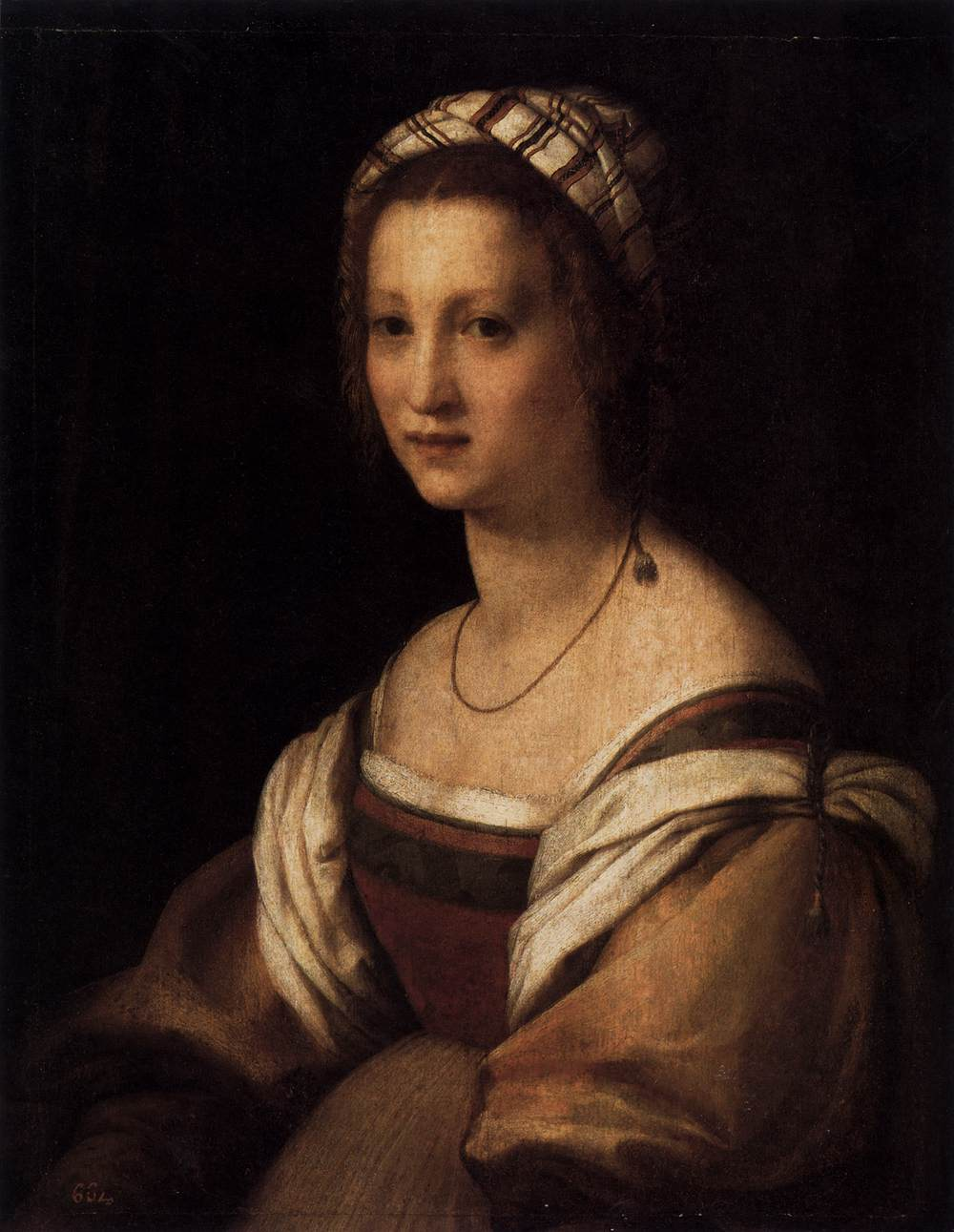
Portrét Lucrezie del Fede

### Giorgio Vasari
Giorgio Vasari se podle svých slov učil v del Sartově dílně v polovině 20. let 16. stol. Při sepisování del Sartova životopisu tak čerpal ze svých vzpomínek a z vyprávění současníků. Ve svých Životech líčí jeho povahu takto:
„[J]edinečný Andrea del Sarto, v němž příroda i umění ukázaly, čeho všeho může malířství dosáhnout pomocí kresby, malby a invence, jestliže se spojí v jediné osobě; vždyť kdyby byl Andrea býval jenom trochu odvážnějšího ducha ve shodě s neobyčejně hlubokým důmyslem a umem, jimiž se vyznačoval v malbě, nemohl by se mu bez nejmenších pochyb nikdo vyrovnat. Ale jistá nesmělost ducha a prostá, skromná povaha nikdy nedovolily, aby se u něho projevil onen živý zápal a ona nezkrotnost, jež by z něho společně se vším ostatním udělaly opravdu božského malíře…“
Vasari zdůrazňuje del Sartovu skromnost a jistou neprůbojnost; často si prý nechával platit za obrazy méně, než by zasluhovaly. „Pohromou“ podle Vasariho byl pro del Sarta sňatek s Lucrezií del Fede, kterou sice Andrea velmi miloval, ačkoli mu způsobila „jen samé trápení“. V prvním vydání Životů se o ní vyjadřuje zvlášť ostře: vyčítá jí, že překazila del Sartovu nadějnou kariéru u francouzského dvora, zapříčinila jeho bídu a nakonec ho nechala napospas nemoci a smrti; ve druhém vydání tento odstavec chybí a celkově je tón, jakým se Vasari v tomto vydání o Lucrezii vyjadřuje, o trochu mírnější, aniž by však zmizel docela.

## Andrea del Sarto v umění a krásné literatuře
Hodnocení del Sarta jako umělce bylo silně ovlivněno Vasariho medailonem, ve kterém je popisován jako talentovaný, ale nesmělý malíř, kterému vládne jeho zbožňovaná, ale tyranská manželka. Tento obraz nadaného malíře, který je „pod pantoflem“, inspiroval umělce z pozdějších období a podnítil jejich romantické představy. Alfred de Musset napsal hru Andrea del Sarto (1833) a Robert Browning monolog ve verších Andrea del Sarto (1855). Fred Bérence je autorem románu o životě Andrea del Sarta nazvaný Madona s harpyjemi, Ernest Jones naopak vypracoval psychoanalytickou studii umělce. Zmínka o malíři se objevuje i v jedné z básní Vítězslava Nezvala „Kapesní šátek“ ve sbírce Sbohem a šáteček (1933):
Ty jenž jsi miloval jak Andrea del Sarto / vrať očím krásných žen svůj šátek z hedvábí

## Přehled významných děl

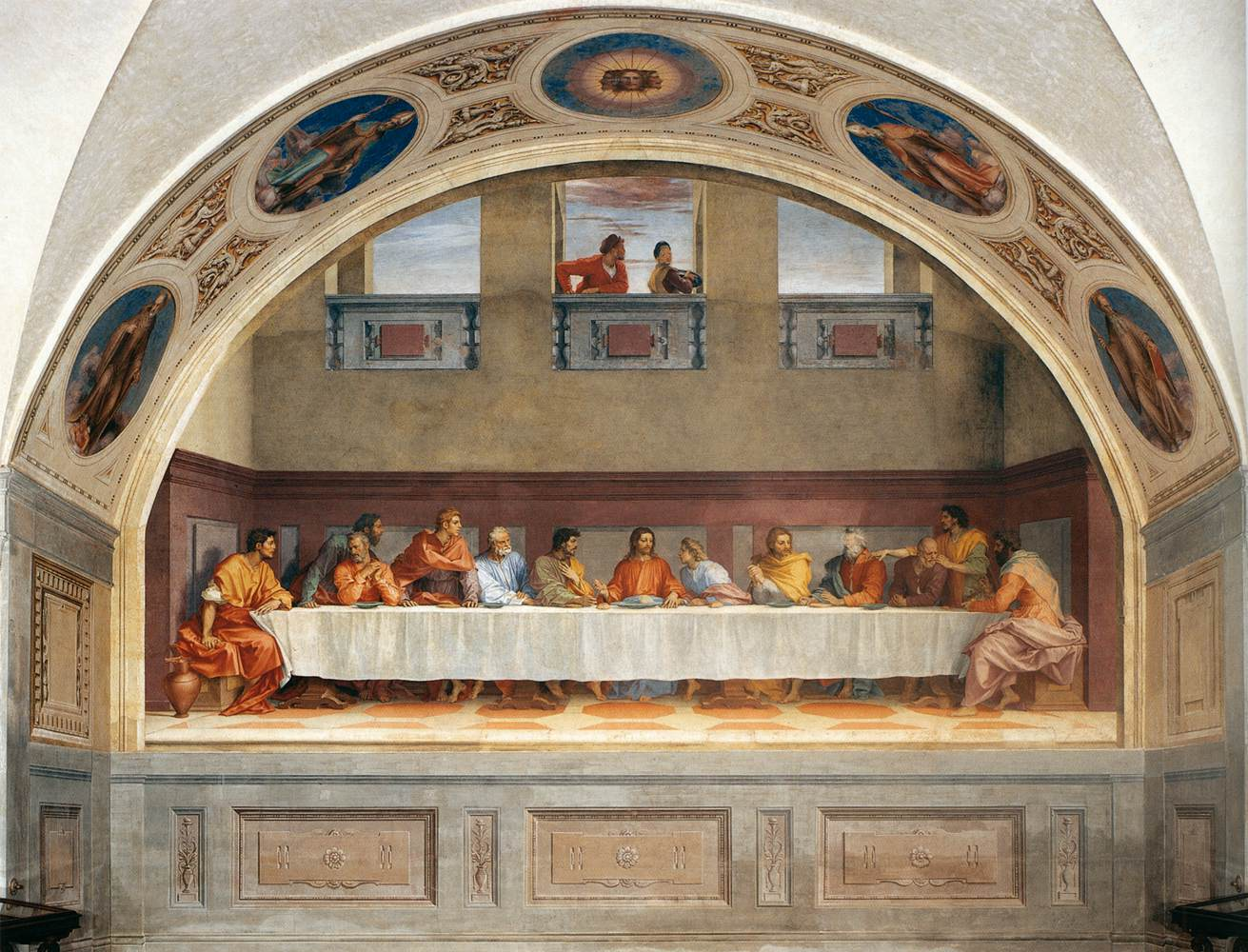
Poslední večeře, 1526–1527, klášter San Salvi, Florencie

### Fresky
- Život sv. Jana Křtitele (cyklus fresek, klášter Scalzo, Florencie)
- Život sv. Filipa Benizziho (1509–1510, klášter SS. Annunziata, Florencie)
- Klanění tří králů (1511, klášter SS. Annunziata, Florencie)
- Narození Panny Marie (1513–1514, klášter SS. Annunziata, Florencie)
- Triumf Caesara (1519–1521, vila v Poggio a Caiano)
- Poslední večeře (1526–1527, klášter San Salvi, Florencie)

### Malby

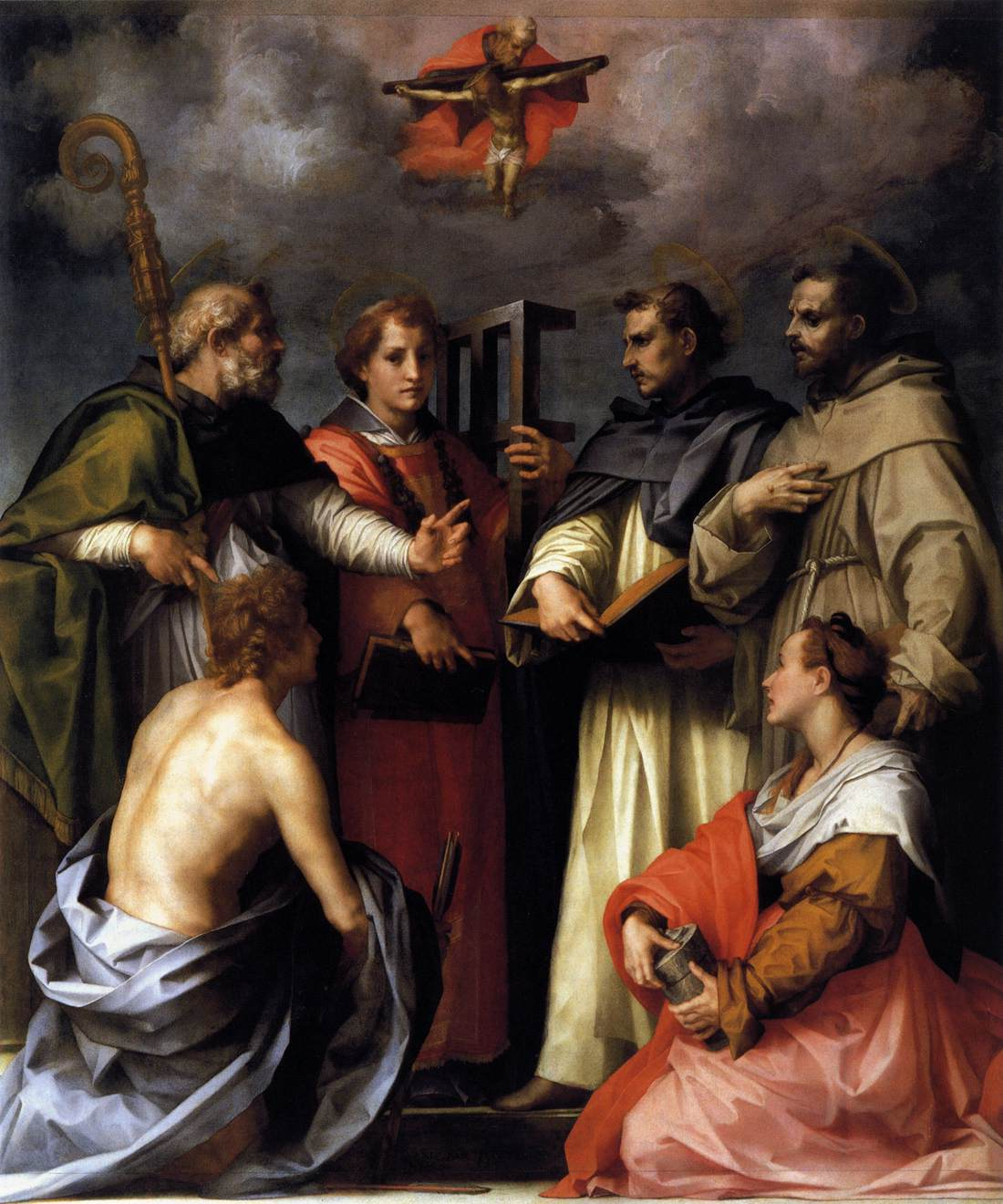
Disputace o Nejsvětější Trojici, 1518

- Portrét mladého muže (kolem 1517, National Gallery, Londýn)
- Madona s harpyjemi (1517, Galleria degli Uffizi, Florencie)
- Disputace o Nejsvětější Trojici (1518, Palazzo Pitti, Florence)
- Charitas (1518, Louvre, Paříž)
- Oplakávání Krista (1524, Palazzo Pitti, Florence)
- Nanebevzetí Panny Marie (1526–1529, Palazzo Pitti, Florencie)
- Svatá rodina (kolem 1528, Galleria Nazionale d'Arte Antica, Řím)
- Zvěstování (kolem 1528, Palazzo Pitti, Florencie)
- Autoportrét (1528–1529, Galleria degli Uffizi, Florencie)